# Доктор Дулиттл (фильм, 1998)
«Доктор Дулиттл» (англ. Dr. Dolittle) — фильм режиссёра Бетти Томас, снятый по мотивам романа Хью Лофтинга. Ремейк одноимённого музыкального фильма 1967 года с Рексом Харрисоном в главной роли.

## Сюжет
У доктора Джона Дулиттла есть, кажется, всё, о чём только можно мечтать: удавшаяся карьера, красивая жена и две прелестные дочки. В довершение ко всему он вот-вот заключит самую большую в своей жизни финансовую сделку. Вдруг доктор Дулиттл замечает, что в нём просыпается когда-то присущая ему способность - говорить на языке животных.

## В ролях
- Эдди Мерфи — доктор Джон Дулиттл
- Осси Дэвис — дедушка Арчер Дулиттл
- Оливер Платт — доктор Марк Веллер
- Питер Бойл — мистер Кэллоуэй
- Ричард Шифф — д-р Джин «Джино» Райс
- Кристен Уилсон — Лиза Дулиттл
- Джеффри Тэмбор — доктор Фиш
- Кайла Прэтт — Майя Дулиттл
- Гилберт Готтфрид — собака-маньяк (озвучивание)
- Альберт Брукс — тигр Джейкоб (озвучивание)
- Рени Сантони — 1-я крыса (озвучивание)
- Джон Легуизамо — 2-я крыса (озвучивание)
- Джулия Кавнер — голубка (озвучивание)
- Гарри Шендлинг — голубь (озвучивание)
- Брайан Дойл-Мюррей — старый бигль (озвучивание)
- Эллен Дедженерес — собака в прологе (озвучивание)
- Пол Рубенс — енот (озвучивание)
- Крис Рок — Родни (озвучивание)
- Дженна Эльфман — сова (озвучивание)
- Филлис Кац — коза (озвучивание)